# مت بامر
متیو استتون «مت» بامر (به انگلیسی: Matthew Staton "Matt" Bomer) (زادهٔ ۱۱ اکتبر ۱۹۷۷) بازیگر، فیلم، تلویزیون و صحنهٔ آمریکایی است که علت اصلی شهرت وی بازی در مجموعهٔ تلویزیونی یقه سفید است. او برای بازی در فیلم قلب طبیعی برندهٔ جایزهٔ گلدن گلوب و نامزد جایزه امی ساعات پربیننده در سال ۲۰۱۵ شد.
بادی تی‌وی، وی را در فهرست جذاب‌ترین مردان سال ۲۰۱۱ تلویزیون در رتبهٔ یک قرار داده‌است.

## زندگی شخصی

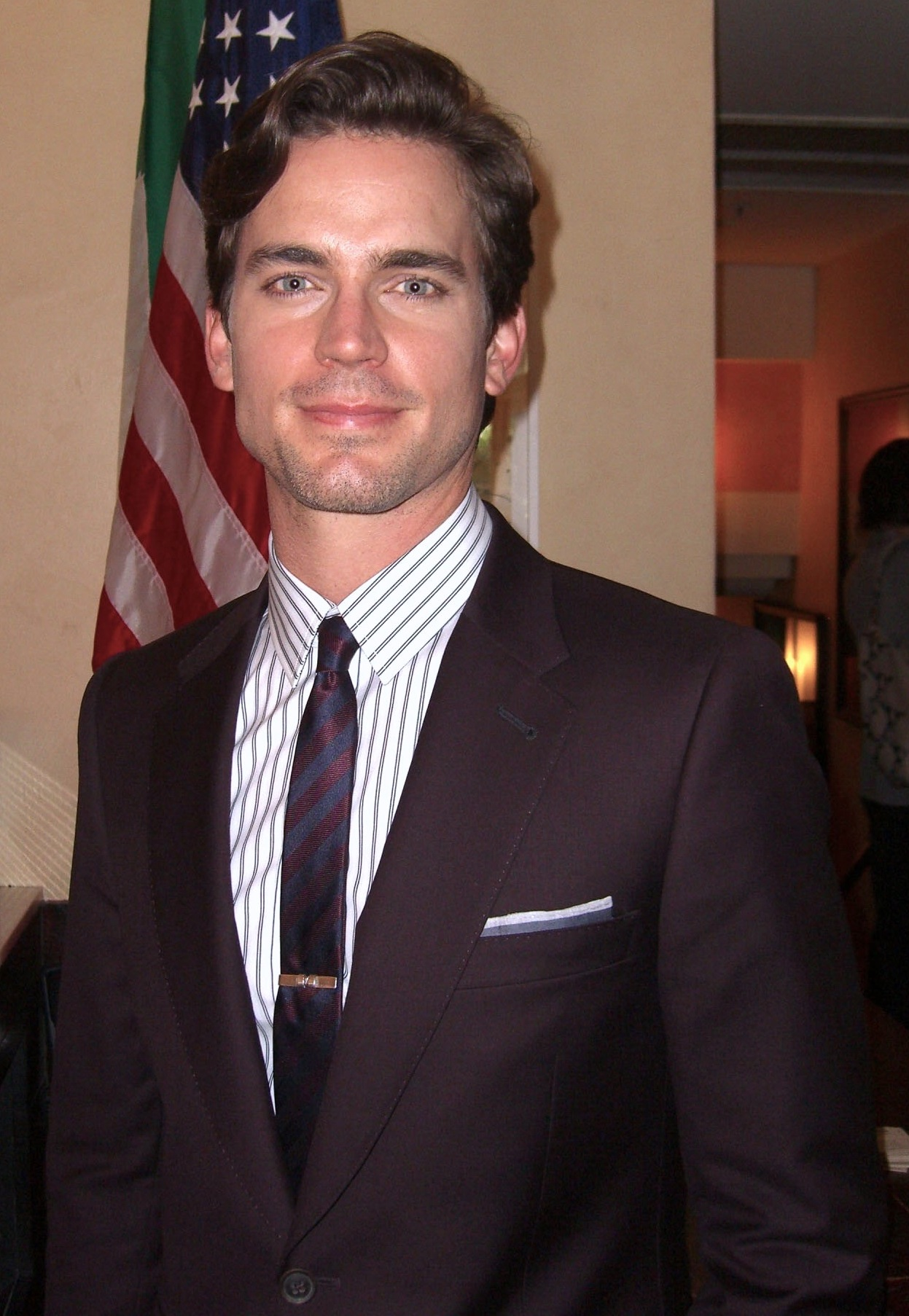
مت بامر

بامر در سال ۲۰۱۱ با سایمن هالز نویسنده  ازدواج کرد و این ازدواج در سال ۲۰۱۴ در رسانه‌ها بطور رسمی اعلام شد. بامر در مصاحبه‌ای پیرامون ازدواج خود اظهار داشت که ازدواج وی با هالز یک اتفاق بسیار کوچک در شهر نیویورک بود. بامر و همسرش سایمن هالز سه فرزند دارند. که از طریق رحم اجاره‌ای زاده شده‌اند: کیت هالز (زادهٔ ۲۰۰۵) و برادران دوقلو، واکر و هنری هالز (زادهٔ ۲۰۰۷).
بامر در فوریهٔ سال ۲۰۱۲ به‌طور عمومی، همجنسگرا بودن خود را آشکارسازی کرد. همچنین در سال ۲۰۱۲، بامر برای کار خود در جوایز گلسن (یک سازمان آموزشی مستقر در ایالات متحده برای پایان دادن به تبعیض، آزار و اذیت و زورگویی مبتنی بر گرایش جنسی، هویت جنسیتی و بیان جنسیت و آگاهی بخشی فرهنگی گرایش‌های جنسیتی در مدارس)، جایزهٔ الهام‌بخش را گرفت. او یک فعال حقوق همجنسگرایان است.
در انتخابات سال ۲۰۱۸ ایالات متحده، بامر کمپین نامزد حزب دموکرات بتو اورورک را در ایالت خود در تگزاس برگزار کرد.
بامر، یک تمرین‌کنندهٔ تکنیک مراقبه متعالیه از اوایل دههٔ ۲۰ است و در سال ۲۰۱۳ حمایت خود را از کار بنیاد دیوید لینچ اعلام کرد.

## آثار

### فیلم
| سال  | عنوان                                  | نقش                | منبع   |
| ---- | -------------------------------------- | ------------------ | ------ |
| ۲۰۰۳ | War Birds: Diary of an Unknown Aviator | جان مک گاوک گرایدر | [ ۲۰ ] |
| ۲۰۰۵ | نقشه پرواز                             | اریک               | [ ۲۱ ] |
| ۲۰۰۶ | کشتار با اره‌برقی در تگزاس: سرآغاز      | اریک هیل           | [ ۲۲ ] |
| ۲۰۱۱ | سر وقت                                 | هنری میلتون        | [ ۲۳ ] |
| ۲۰۱۲ | مجیک مایک                              | کن                 | [ ۲۴ ] |
| ۲۰۱۳ | سوپرمن: بدون مرز                       | سوپرمن/کلارک کنت   | [ ۲۵ ] |
| ۲۰۱۴ | افسانهٔ زمستان                          | مرد جوان           | [ ۲۶ ] |
| ۲۰۱۴ | ایستگاه فضایی ۷۶                       | تد                 | [ ۲۷ ] |
| ۲۰۱۵ | مایک جادویی ۲                          | کن                 | [ ۲۸ ] |
| ۲۰۱۶ | مردان خوب                              | پسر جان            | [ ۲۹ ] |
| ۲۰۱۶ | هفت دلاور                              | تیو کولن           | [ ۳۰ ] |
| ۲۰۱۷ | Walking Out                            | کال                | [ ۳۱ ] |
| ۲۰۱۷ | Anything                               | فریدا فون رنبورگ   | [ ۳۲ ] |
| ۲۰۱۸ | جاناتان                                | راس کرین           | [ ۳۳ ] |
| ۲۰۱۸ | Papi Chulo                             | شان                | [ ۳۴ ] |
| ۲۰۱۸ | باشگاه افعی                            | سم                 | [ ۳۵ ] |
| ۲۰۲۰ | پسران در گروه                          | دانلد              | [ ۳۶ ] |
| ۲۰۲۳ | انجمن عدالت: جنگ جهانی دوم             | بری آلن            | [ ۳۷ ] |
| ۲۰۲۳ | مایسترو                                |                    | [ ۳۸ ] |

### سریال
| سال        | عنوان                                   | نقش                      | یادداشت                               | منبع          |
| ---------- | --------------------------------------- | ------------------------ | ------------------------------------- | ------------- |
| ۲۰۰۰       | All My Children                         | ایان کیپلینگ             | قسمت: "۷۴۸۵"                          | [ ۳۹ ]        |
| ۲۰۰۲       | شکارچی حرفه‌ای                           | نماینده راننده           | قسمت: "Fire in the Sky"               | [ ۴۰ ]        |
| ۲۰۰۲–۲۰۰۳  | Guiding Light                           | بن رید                   | ۶ قسمت                                | [ ۳۹ ]        |
| ۲۰۰۳–۲۰۰۴  | Tru Calling                             | لوک جانستون              | ۱۴ قسمت                               | [ ۴۱ ]        |
| ۲۰۰۴       | North Shore                             | راس                      | قسمت: "Bellport"                      | [ ۴۲ ]        |
| ۲۰۰۵       | Amy Coyne                               | چیس                      | فیلم تلویزیونی                        | [ ۴۳ ]        |
| ۲۰۰۷       | Traveler                                | جی بورشل                 | ۸ قسمت                                | [ ۴۴ ]        |
| ۲۰۰۷–۲۰۰۹  | چاک                                     | براینس لارکین            | ۷ قسمت                                | [ ۴۵ ]        |
| ۲۰۰۹–۲۰۱۴  | یقه سفید                                | نیول کفری                | ۸۱ قسمت، همچنین تهیه‌کننده در ۱۹ قسمت  | [ ۴۶ ] [ ۴۷ ] |
| ۲۰۱۲       | 8                                       | جف زریلو                 | فیلم تلویزیونی                        | [ ۴۸ ]        |
| ۲۰۱۲       | گلی                                     | کوپر اندرسون             | قسمت: "Big Brother"                   | [ ۴۹ ]        |
| ۲۰۱۳       | The New Normal                          | مانتی                    | قسمت: "The Goldie Rush"               | [ ۵۰ ]        |
| ۲۰۱۴       | قلب طبیعی                               | فلیکس ترنر               | فیلم تلویزیونی                        | [ ۵۱ ]        |
| ۲۰۱۴       | Hunted: The War Against Gays in Russia  | راوی                     | مستند                                 | [ ۵۲ ]        |
| ۲۰۱۴       | داستان ترسناک آمریکایی: نمایش عجایب     | اندی                     | قسمت: "Pink Cupcakes"                 | [ ۵۳ ]        |
| ۲۰۱۵–۲۰۱۶  | داستان ترسناک آمریکایی                  | داناوان                  | ۹ قسمت                                | [ ۵۴ ]        |
| ۲۰۱۶–۲۰۱۷  | The Last Tycoon                         | مونرو استار              | ۹ قسمت                                | [ ۵۵ ]        |
| ۲۰۱۸       | ترور جانی ورساچه: داستان جنایی آمریکایی | None                     | کارگردان، قسمت: "Creator / Destroyer" | [ ۵۶ ]        |
| ۲۰۱۸       | تایتان‌ها                                | لری ترینر/نگتیو من (صدا) | قسمت: "Doom Patrol"                   | [ ۵۷ ]        |
| ۲۰۱۸–۲۰۲۰  | ویل و گریس                              | مک کوی ویتمن             | ۶ قسمت                                | [ ۵۸ ]        |
| ۲۰۱۹–اکنون | دووم پاترول                             | لری ترینر/نگتیو من (صدا) | ۲۴ قسمت                               | [ ۵۹ ]        |
| ۲۰۲۰       | The Sinner                              | جیمی بورنز               | ۸ قسمت                                | [ ۶۰ ]        |

## جوایز و نامزدها
| جایزه                           | سال  | دسته‌بندی                                                        | کار نامزد شده        | نتیجه    | منبع   |
| ------------------------------- | ---- | --------------------------------------------------------------- | -------------------- | -------- | ------ |
| جوایز مخاطبان سایت Broadway.com | ۲۰۱۹ | بازیگر محبوب مورد علاقه در یک نمایش                             | The Boys in the Band | نامزدشده | [ ۶۱ ] |
| جوایز مخاطبان سایت Broadway.com | ۲۰۱۹ | عملکرد دستیابی به موفقیت (مرد)                                  | The Boys in the Band | نامزدشده | [ ۶۱ ] |
| جایزه گزینش منتقدان تلویزیون    | ۲۰۱۴ | بهترین بازیگر نقش مکمل مرد در یک فیلم / مینی سریال              | قلب طبیعی            | برنده    | [ ۶۳ ] |
| جایزه دوریان                    | ۲۰۱۵ | اجرای تلویزیون سال - بازیگر                                     | قلب طبیعی            | نامزدشده | [ ۶۴ ] |
| جشنواره فیلم گیفونی             | ۲۰۱۴ | جایزه گیفونی                                                    | خودش                 | برنده    | [ ۶۵ ] |
| جایزه گلسن                      | ۲۰۱۲ | جایزه الهام بخش                                                 | خودش                 | برنده    | [ ۶۶ ] |
| جایزهٔ گلدن گلوب                 | ۲۰۱۵ | بهترین بازیگر نقش مکمل زن - سریال، مینی سریال یا فیلم تلویزیونی | قلب طبیعی            | برنده    | [ ۶۸ ] |
| جایزهٔ سینمایی ام‌تی‌وی            | ۲۰۱۳ | بهترین لحظه موسیقی                                              | مجیک مایک            | نامزدشده | [ ۶۹ ] |
| جایزه نو نیو نکست               | ۲۰۱۰ | بازیگر جذاب                                                     | یقه سفید             | نامزدشده | [ ۷۰ ] |
| جایزهٔ برگزیدهٔ مردم              | ۲۰۱۵ | بازیگر محبوب تلویزیون کابلی                                     | خودش                 | برنده    | [ ۷۱ ] |
| جایزهٔ امی ساعات پربیننده        | ۲۰۱۴ | بازیگر پشتیبان برجسته در یک سریال یا فیلم محدود                 | قلب طبیعی            | نامزدشده | [ ۷۵ ] |
| جایزه کوئرتی                    | ۲۰۱۳ | Fab Gay Dad                                                     | خودش                 | نامزدشده | [ ۷۶ ] |
| جایزه کوئرتی                    | ۲۰۲۰ | اجرای فیلم                                                      | Papi Chulo           | نامزدشده | [ ۷۷ ] |
| جایزه کوئرتی                    | ۲۰۲۰ | Woof Worthy Influencer                                          | خودش                 | نامزدشده | [ ۷۷ ] |
| جایزه ستلایت                    | ۲۰۱۵ | بهترین بازیگر نقش مکمل - سریال، مینی سریال یا فیلم تلویزیونی    | قلب طبیعی            | نامزدشده | [ ۷۸ ] |
| جوایز راهنمای تلویزیون          | ۲۰۱۴ | تصویر محبوب                                                     | یقه سفید             | نامزدشده | [ ۷۹ ] |